# Jabłonowo
Jabłonowo es una villa polaca ubicada en Varmia y Masuria, en el powiat olecki, en el municipio de Kowale Oleckie, voivodato de Warmian-Masurian, en el norte de Polonia.
Desde 1975 hace 1998 Jabłonowo perteneció administrativamente al voivodato de Suwałki.